# سیارک ۲۳۰۰۶
سیارک ۲۳۰۰۶ (به انگلیسی: 23006 Pazden، نامگذاری:1999VX137) بیست و سه هزار و ششمین سیارک کشف شده‌است که در ۱۳ نوامبر ۱۹۹۹ کشف شد.
قدر مطلق سیارک برابر ۱۳.۵ است.